# Остерле, Джордан
Джордан Остерле (род. 25 июня 1992, Дирборн-Хайтс) — американский хоккеист, защитник, игроком клуба НХЛ «Детройт Ред Уингз». Ранее играл за такие команды, как «Эдмонтон Ойлерз», «Чикаго Блэкхокс» и «Аризона Койотис».

## Игровая карьера

### Университет
Не выбирался на драфте НХЛ, Эстерле играл в студенческий хоккей с «Бронкос Западного Мичигана» на конференции Национальной студенческой хоккейной конференции NCAA с 2010 по 2014 год.
31 марта 2014 года Остерле подписал двухлетний контракт начального уровня с «Эдмонтон Ойлерз».

### Профессиональная

#### Эдмонтон Ойлерз

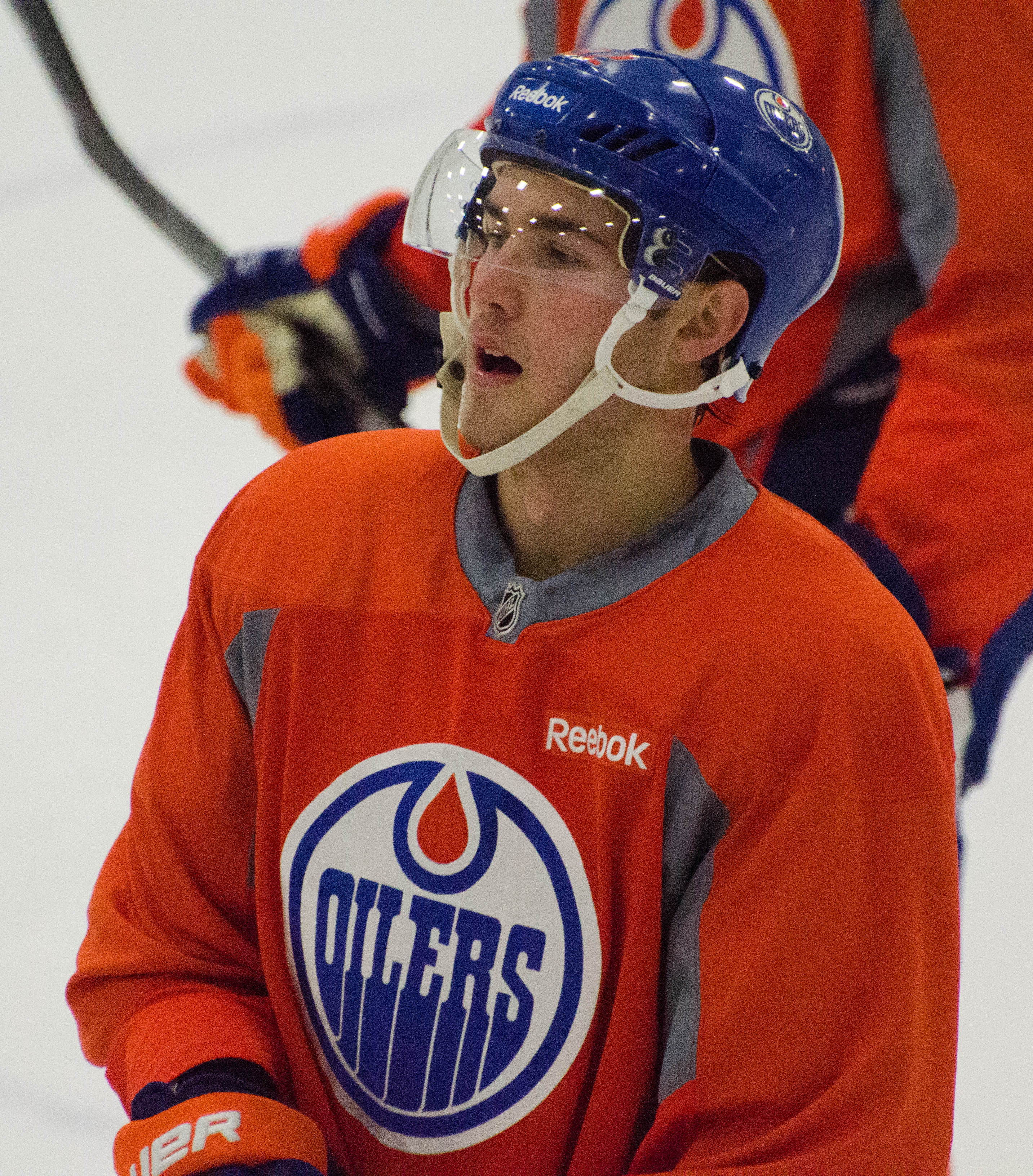
Остерле в тренировочном лагере "Ойлерз" в 2014 году.

В своем первом профессиональном сезоне в сезоне 2014–15 Остерле сначала был переведен в филиал АХЛ, «Оклахома-Сити Баронс» . Он набрал 21 очко в 49 играх с «Бэронс», прежде чем 20 февраля 2015 года получил свой первый вызов в НХЛ. На следующий день он дебютировал в НХЛ с «Ойлерз» в игре против «Анахайм Дакс», закончившийся победой Дакс со счётом 2:1.

#### Чикаго Блэкхокс
1 июля 2017 года, покинув «Ойлерз» в качестве свободного агента, Остерле подписал двухлетний контракт с «Чикаго Блэкхокс». Он пережил медленное начало сезона, сыграв только в четырех из первых 29 игр, прежде чем 10 декабря присоединиться к составу на постоянной основе. После своего дебюта Остерле играл на левом фланге, а Коннор Мерфи - на правом. По ходу сезона он играл вместе с ветераном Дунканом Китом, что, по его словам, повысило его уверенность в себе.
29 декабря 2017 года Остерле забил свой первый гол в карьере в НХЛ против Кэма Талбота из его бывшей команды «Эдмонтон Ойлерз». Поскольку он оставался в составе «Блэкхокс» на протяжении всего сезона, Остерле зарекомендовал себя в роли третьей пары и забил пять голов и сделал 10 передач за 55 игр.

#### Аризона Койотис
12 июля 2018 года «Блэкхокс» обменяли Остерле в «Аризона Койотис» вместе с контрактом Мариана Хоссы, Винни Хинострозы и выбором в третьем раунде драфта НХЛ 2019 года в обмен на Маркуса Крюгера, Джордана Малетту, Эндрю Кэмпбелла, проспекта Маккензи Энтвистл и выбор в пятом раунде драфта НХЛ 2019 года. Этот обмен освободил «Блэкхокс» место под потолком на 8,5 миллионов долларов.
Играя за «Койотис» в сезоне 2018–19, Остерле попеременно играл вместе с Оливером Экманом-Ларссоном в первой паре синей линии и Ильей Любушкиным или Якобом Чикраном в третьей паре, где забил шесть голов и сделал 14 передач, прежде чем подписал двухлетний контракт на сезон 2020–21.

#### Детройт Ред Уингз
28 июля 2021 года Остерле подписал двухлетний контракт на 2,7 миллиона долларов с «Детройтом».

### Международная
Играл за сборную США на чемпионате мира ЧМ-2018, на котором американцы завоевали бронзовые медали.

## Игровая статистика

### Клубная
| 2008–09     | Белл Тире 16U AAA              | T1EHL       | 31  | 5  | 15 | 20 | 10 | —  | — | — | — | — |
| 2009–10     | Белл Тире 18U AAA              | T1EHL       | 47  | 5  | 25 | 30 | 42 | —  | — | — | — | — |
| 2010–11     | Су-Фолс Стэмпид                | USHL        | 54  | 2  | 13 | 15 | 16 | 10 | 2 | 3 | 5 | 0 |
| 2011–12     | Университет Западного Мичигана | CCHA        | 41  | 2  | 6  | 8  | 8  | —  | — | — | — | — |
| 2012–13     | Университет Западного Мичигана | CCHA        | 38  | 3  | 6  | 9  | 14 | —  | — | — | — | — |
| 2013–14     | Университет Западного Мичигана | NCHC        | 34  | 2  | 15 | 17 | 27 | —  | — | — | — | — |
| 2013–14     | Оклахома-Сити Баронс           | AHL         | 4   | 1  | 0  | 1  | 2  | 1  | 0 | 0 | 0 | 0 |
| 2014–15     | Оклахома-Сити Баронс           | AHL         | 65  | 8  | 17 | 25 | 8  | 10 | 1 | 3 | 4 | 8 |
| 2014–15     | Эдмонтон Ойлерз                | НХЛ         | 6   | 0  | 1  | 1  | 0  | —  | — | — | — | — |
| 2015–16     | Бейкерсфилд Кондорс            | AHL         | 44  | 4  | 21 | 25 | 10 | —  | — | — | — | — |
| 2015–16     | Эдмонтон Ойлерз                | НХЛ         | 17  | 0  | 5  | 5  | 0  | —  | — | — | — | — |
| 2016–17     | Бейкерсфилд Кондорс            | AHL         | 44  | 7  | 25 | 32 | 10 | —  | — | — | — | — |
| 2016–17     | Эдмонтон Ойлерз                | НХЛ         | 2   | 0  | 0  | 0  | 0  | —  | — | — | — | — |
| 2017–18     | Чикаго Блэкхокс                | НХЛ         | 55  | 5  | 10 | 15 | 8  | —  | — | — | — | — |
| 2018–19     | Аризона Койотис                | НХЛ         | 71  | 6  | 14 | 20 | 12 | —  | — | — | — | — |
| 2019–20     | Аризона Койотис                | НХЛ         | 58  | 3  | 10 | 13 | 14 | 9  | 1 | 3 | 4 | 0 |
| 2020–21     | Аризона Койотис                | НХЛ         | 43  | 1  | 10 | 11 | 10 | —  | — | — | — | — |
| 2021–22     | Детройт Ред Уингз              | НХЛ         | 45  | 2  | 6  | 8  | 4  | —  | — | — | — | — |
| 2022–23     | Детройт Ред Уингз              | НХЛ         | 52  | 2  | 9  | 11 | 19 | —  | — | — | — | — |
| Всего в НХЛ | Всего в НХЛ                    | Всего в НХЛ | 349 | 19 | 65 | 84 | 67 | 9  | 1 | 3 | 4 | 0 |

### Международная
И - игры, Г - голы, П - передачи, О - очки, Ш - штрафные минуты.
| Год                      | Команда                  | Турнир                   | Место                    |   | И | Г | П | О | Ш |
| ------------------------ | ------------------------ | ------------------------ | ------------------------ | - | - | - | - | - | - |
| 2018                     | США                      | ЧМ                       | 3                        | 1 | 0 | 1 | 1 | 0 |   |
| Всего на взрослом уровне | Всего на взрослом уровне | Всего на взрослом уровне | Всего на взрослом уровне | 1 | 0 | 1 | 1 | 0 |   |